# Kino Delphi (Berlin-Weißensee)

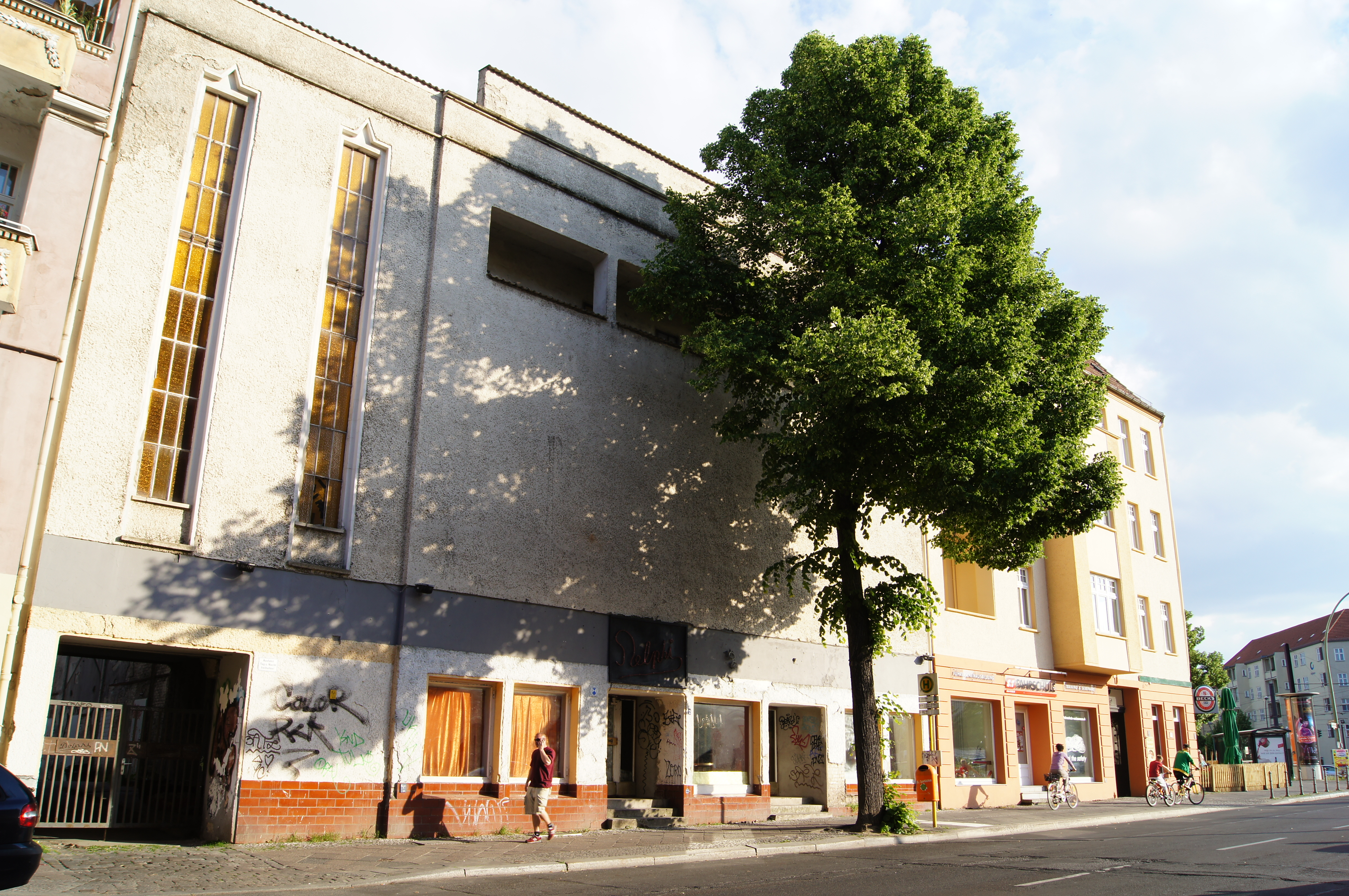
Außenansicht, Mai 2012

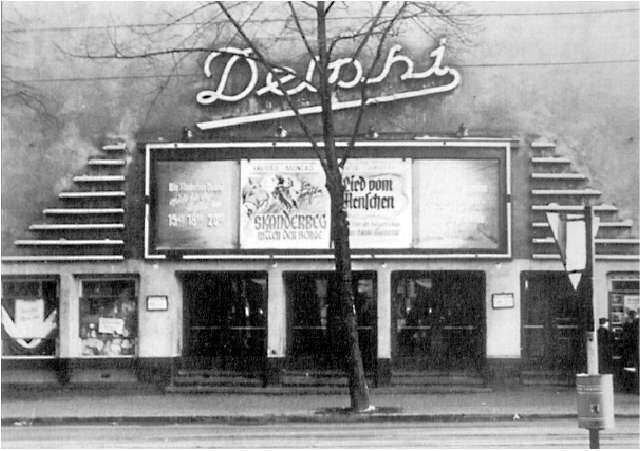
Außenansicht, 1955

Das Delphi ist ein ehemaliges Großraumkino im Berliner Ortsteil Weißensee. Es wurde 1929 erbaut und musste wegen Baumängeln 1959 für öffentliche Nutzungen geschlossen werden, allerdings dienten einige Räume bis 2005 anderen Zwecken. Im Jahr 2016 fand sich ein neuer Eigentümer, der Restaurierungen und Umbauarbeiten finanzierte und Pächter fand. Das Gebäude in der Gustav-Adolf-Straße 2 eröffnete im Dezember 2017 als neue Kulturstätte.

## Filmstadt Weißensee
Nach 1913 entwickelte sich das damals noch nicht zu Berlin gehörende Weißensee zu einem beliebten Standort für Filmproduktionen, da die Möglichkeiten in Berlin immer begrenzter wurden. Daher trug Weißensee auch den Beinamen „Klein Hollywood“. Im Weißenseer Lixie-Film-Atelier wurden Filme wie Richard Oswalds Anders als die Andern (1918/1919) und Robert Wienes Das Cabinet des Dr. Caligari (1919/1920) gedreht. Im Weißenseer Stuart Webbs-Film-Atelier drehte Ernst Reicher Filme der Serie um den gleichnamigen Detektiv, und nebenan im Greenbaum-Atelier produzierte der Regisseur Harry Piel für Joe May Filme der Joe-Deebs-Serie. Im Umfeld der Studios siedelten sich auch Produktionsgesellschaften und Abspieleinrichtungen an. Die Weltwirtschaftskrise 1929 bedeutete jedoch auch hier für die meisten Firmen ein jähes Ende. In Berlin gab es in den 1920er Jahren nahezu 400 Kinos; allein um den Weißenseer Antonplatz gab es sieben.

## Planung, Architektur und Technik
Das Kino Delphi wurde von den Architekten Julius Krost und Heinrich Zindel als ebenerdiger Kinosaal mit Foyer und einem Rang geplant. Der Zuschauerraum hatte Wände in Rostfarbe. Die Leinwand war über einer acht Meter breiten Bühne angebracht, im Orchestergraben fanden 13 Musiker Platz, die die ersten hier gezeigten Stummfilme begleiteten. Der Vorhang war aus Raupenseide. Zur technischen Einrichtung gehörten zwei AEG-Projektoren der Marke ‚Triumphator‘. Durch eine enge Anordnung der Sitze und Nutzung des Ranges fanden 900 Besucher in dem Kinosaal Platz.

## Geschichte

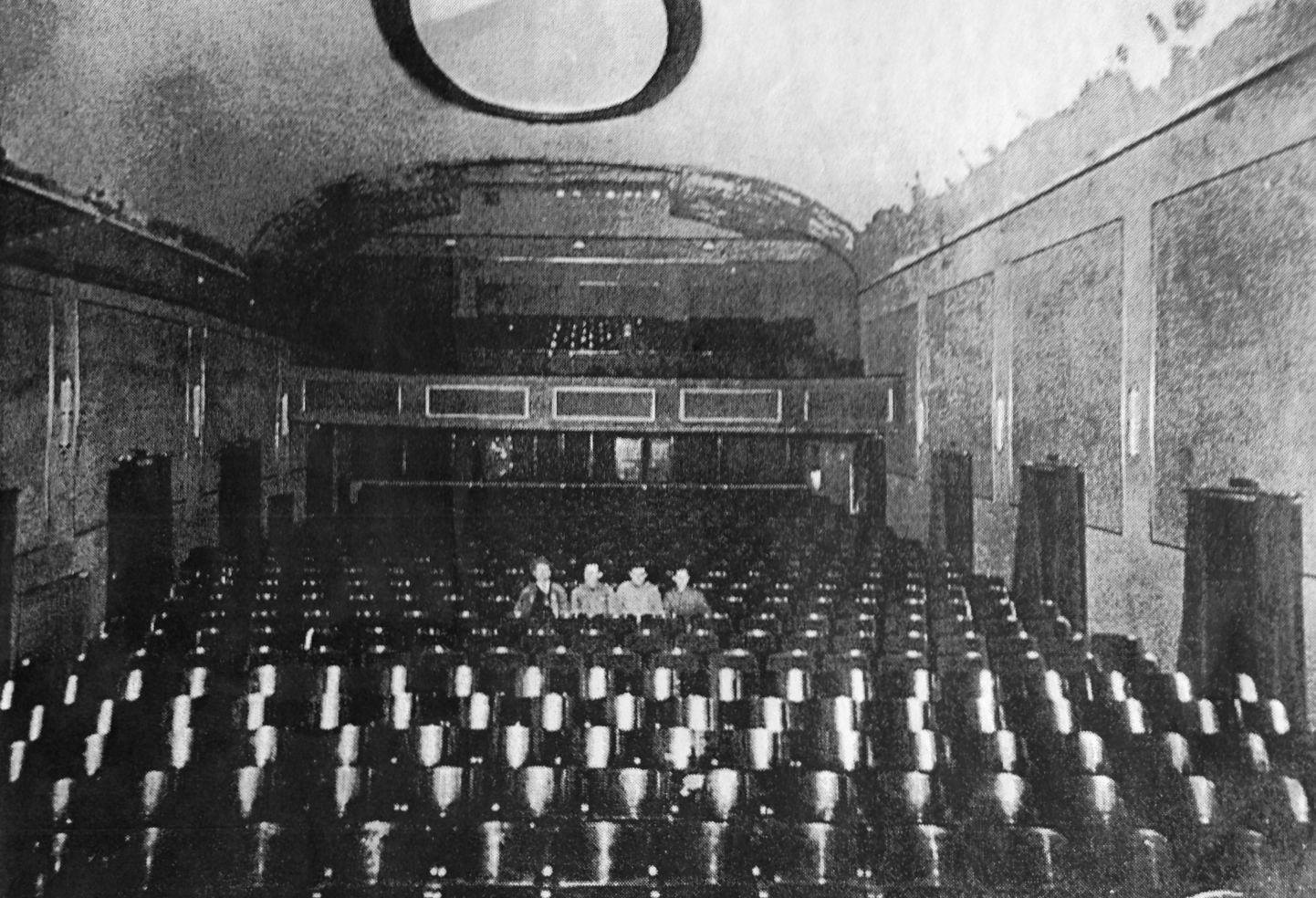
Historische Innenansicht

Das Kino Delphi wurde am 26. November 1929 mit dem Film Hochverrat feierlich eröffnet.

### Filmspielstätte 1945–1959
Am Ende des Zweiten Weltkriegs wurde das Kino Delphi nur leicht beschädigt, sodass es im Juli 1945 bereits wiedereröffnen konnte. Im Gegensatz zu den anderen Kinos in Berlin-Weißensee wurde es allerdings nicht grundlegend saniert, sondern lediglich provisorisch repariert. Dies rächte sich spätestens 14 Jahre später, als Stuckteile in den Zuschauerraum fielen. Eine Überprüfung der Baukommission ergab, dass wahrscheinlich durch einen Bombenschaden das Dach undicht geworden war und sich über die Jahre immer mehr Wasser hinter der abgehängten Decke ansammeln konnte. Am 12. Februar 1959 wurde das Kino aufgrund des baulichen Zustandes für Besucher geschlossen.

### Zwischennutzung 1959–2005
Sanierungspläne in den 1960er Jahren kamen nicht zur Ausführung. Das Gebäude wurde im Foyerbereich in den Folgejahren als Gemüselager, Rewatex-Wäschereistützpunkt, Briefmarkengeschäft und Lagerhalle der Zivilverteidigung der DDR zwischengenutzt.
Nach der politischen Wende 1990 richtete ein neuer Besitzer einen Schauraum für Orgeln ein, der Inhaber ging jedoch bald in Konkurs, sodass das Gebäude 2005 zwangsversteigert wurde.

### Neue Kulturstätte
Seit 2013 sind Nikolaus Schneider und Brina Stinehelfer neue Betreiber des Gebäudes, sie hatten es zu Silvester 2010 erstmals besichtigt. Um den Anforderungen an eine ständige Kulturstätte zu genügen, war ein Ankauf mit anschließenden Restaurierungen und Umbauten erforderlich, die zusammen rund 1,4 Millionen Euro kosteten. Finanzielle Hilfe kam von der schweizerischen Stiftung Edith Maryon, die das Grundstück Mitte 2016 erwarb. Beabsichtigt ist, das Haus der Leitung Stinehelfer und Schneider per Erbbaurechtsvertrag zu übertragen. Am 2. Dezember 2017 erfolgte eine Wiedereröffnung mit einer festlichen Gala, gestaltet von verschiedenen Künstlern, die für die kommende Saison engagiert wurden. Zum ersten Tag der offenen Tür am 3. Dezember gab es Opernausschnitte, Klassikkonzerte, Theater, Tanzdarbietungen und weitere Kleinkunst. In der folgenden Spielzeit sind weitere Darbietungen wie ein Wintermärchen der Shakespeare Company und Premierenvorstellungen im Plan. Insgesamt soll es locker und ungezwungen zugehen, ohne große Distanz zwischen den Zuschauern und Künstlern. Der Berliner Senat fördert die neue Spielstätte jährlich mit 50.000 Euro.
Die Frankfurter Allgemeine Zeitung vom 15. Oktober 2018 nimmt Bezug auf die Fernsehserie Babylon Berlin und schreibt im Feuilleton über die Dreharbeiten: „… vor allem wenn das charismatische Interieur des Delphi-Theaters in Weißensee zum legendären Moka Efti an der Friedrichstraße wird.“

## Kinodaten
Bei der Eröffnung erhielt das Lichtspieltheater seinen seither bestehenden Namen nach dem griechischen Ort Delphi oder auch nach dem Orakel von Delphi. Es befindet sich in der Gustav-Adolf-Straße 2; der Straßenname blieb unverändert. Die Hausnummern wechselten zwischen Nummer 2 und Nummer 3.
- 1929, Nov.: Gründung
- 1931: F: E 6 Weißensee, täglich geöffnet, Kapazität 900 Plätze, 
Inhaber: Delphi-Lichtspiele GmbH, Erwin Palkowsky und Heinrich Bartel, Gf: Erwin Palkowsky
- 1932: F: E 6 Weißensee, täglich, T-F, 900 Plätze,
- 1933: F: E 6 Weißensee, täglich, T-F, 900 Plätze,
- 1934: F: E 6 Weißensee, täglich, T-F, 900 Plätze, Inhaber: Delphi-Lichtspiele GmbH, Gf: Erwin Palkowsky
- 1935: 760 Plätze
- 1936: Eigentümer des gesamten Hauses sind die Privatleute J. Krost aus Berlin-Pankow und J. Meckel aus Berlin-Grunewald[3],
- 1937: F: 561879, täglich, 877 Plätze,
- 1938: F: 561879, täglich, 877 Plätze, Inh: Delphi-Lichtspiele GmbH, Berlin-Lichtenberg
- 1939: F: 561879, täglich, 877 Plätze,
- 1940: F: 561879, täglich, 877 Plätze
- 1941: F: 561879, täglich, 877 Plätze,
- 1949: Tel. 561879, 889 Plätze
- 1950: Tel. 423413, 889 Plätze
- 1957: Tel. 561879
- 1960: VEB Berliner Filmtheater, Tel. 561879 (geschlossen)

 Gf = Geschäftsführer; Tel. bzw. F = Telefon- bzw. Fernsprechnummer; T-F = Vorführmöglichkeiten Ton- oder Klangfilm